# Armée révolutionnaire insurrectionnelle ukrainienne
Ne doit pas être confondu avec Armée insurrectionnelle ukrainienne.
L’armée révolutionnaire insurrectionnelle ukrainienne (ukrainien : Революційна Повстанська Армія України, Revolioutsiïna Povstans'ka Armia Oukraïny ; russe : Революционная Повстанческая Армия Украины, Revolioutsionnaïa Povstantcheskaïa Armia Oukrainy), aussi appelée Makhnovchtchina (en cyrillique Махновщина, parfois écrit Makhnovstchina ou Makhnovtchina en fonction de la traduction en français) par l’historiographie soviétique, est une armée insurrectionnelle d’inspiration anarchiste qui combattit de 1918 à 1921 durant la guerre civile russe. Elle doit son surnom à l'anarchiste ukrainien Nestor Makhno qui la leva, en 1918, à la suite de la signature du traité de Brest-Litovsk (cession par la Russie de l’Ukraine à l'Allemagne).
La Makhnovchtchina combat avec succès les forces de la république populaire ukrainienne de Petlioura ainsi que les armées blanches de Dénikine et Wrangel. Après la victoire contre les Blancs, l'Armée rouge, qui a passé des alliances tactiques temporaires avec Makhno, ayant désormais les mains libres, se retourne contre la Makhnovchtchina. Nestor Makhno est mis hors la loi. En août 1921, après plusieurs mois de combats acharnés contre les bolchéviques, les derniers partisans de Makhno quittent l'Ukraine et franchissent la frontière roumaine.
Pour les anarchistes, la Makhnovchtchina est un symbole du combat pour un communisme libertaire. Sa défaite face à l’Armée rouge annonce les dérives à venir du régime soviétique, du léninisme et du stalinisme. Elle fait partie du mouvement de soulèvement des paysans contre l'autoritarisme rouge et blanc, les armées vertes.

## Contexte de l’apparition du mouvement makhnoviste
Dix mois après la révolution russe, la prise du pouvoir par les bolcheviks (qui ont comme mot d'ordre « la paix immédiate ») débouche en décembre sur l'armistice de Brest-Litovsk puis sur la paix signée en mars 1918 consacrant la victoire des Empires centraux sur le Front de l'Est. La jeune République socialiste fédérative soviétique de Russie renonce alors à sa souveraineté sur plusieurs territoires et reconnaît notamment l'indépendance de l'Ukraine « grenier à blé et cœur industriel de la Russie » qui est aussitôt occupée par les armées austro-allemandes. Ces dernières y réquisitionnent les céréales et les matières premières qui manquent cruellement à leurs pays en situation de blocus.

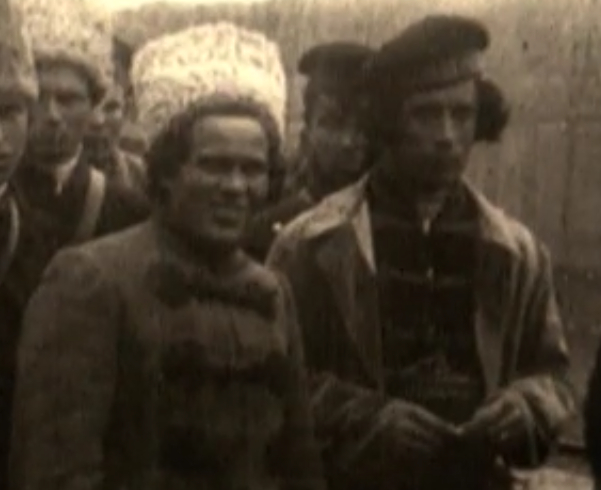
Nestor Makhno et Fedir Shchus en 1919.

Cette partie est essentiellement composée de paysans indépendants, et très active dans le sud du pays en particulier ; les différents groupes comprennent également des paysans révoltés. Ces groupes s'amalgament dans les armées vertes.

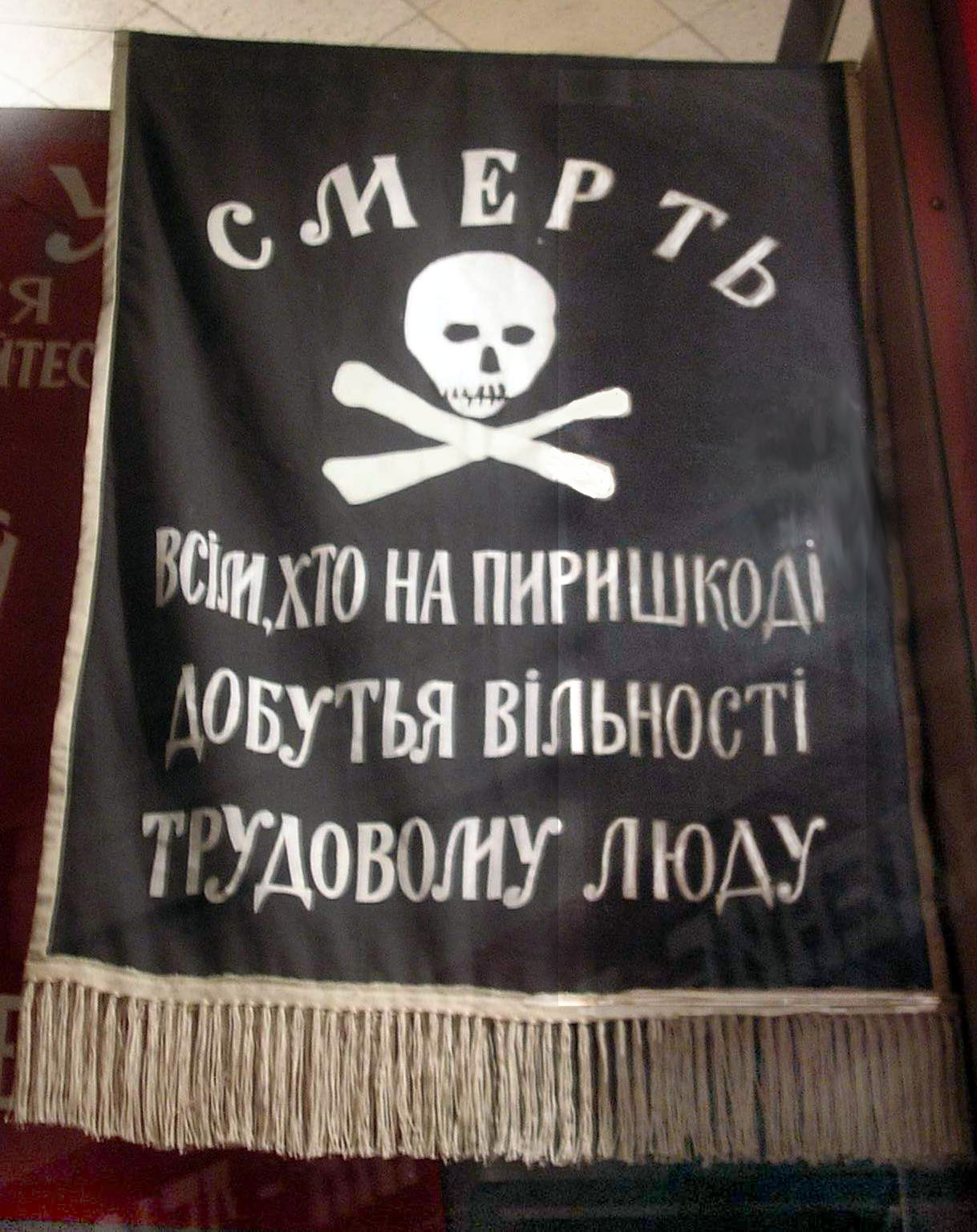
Drapeau de la Makhnovchtchina, (1918-1921), musée de Houliaïpole.

En septembre 1918, après son voyage à Moscou, Makhno retourne en Ukraine et s'associe avec Fedir Shchus ancien matelot dirigeant un petit détachement de résistants à l'occupation austro-allemande. Malgré leur faible nombre (une douzaine à peine), ils rentrent dans la ville de Goulaï-Polié (dite aussi Houliaïpole), tirent sur l'occupant, et déclenchent le soulèvement des habitants. Goulaï-Polié est libéré, ce sera le début de l'organisation de la libération de l'Ukraine coordonnée par Makhno, il est désormais surnommé Batko (le père). En octobre 1918, fort de son succès à Goulaï-Polié, Makhno voit se rassembler autour de lui les autres détachements de résistants. Quand, en octobre, le plus important, celui du cheminot Viktor Belash le rejoint, Makhno lui confie la responsabilité de fédérer cette armée composite qui devient la Makhnovchtchina et chasse les Allemands.
Sont alors présentes trois forces politiques principales en Ukraine :
- les bolchéviks, qui après le départ des Allemands en décembre, revinrent militairement en Ukraine ;
- les indépendantistes ukrainiens (Symon Petlioura) qui rencontrèrent beaucoup de succès à la fin de l’année 1918, mais dont les forces se désagrégèrent par la suite ;
- l’armée révolutionnaire insurrectionnelle ukrainienne menée par Makhno.

À ces forces en présence s'ajoutent celles de « bandes armées » menées par des chefs de guerre, dont la plus connue est celle de l'ataman Nikifor Grigoriev. La plupart de ces bandes prennent part au combat contre les forces blanches et rouges.

## Projet et objectifs du mouvement

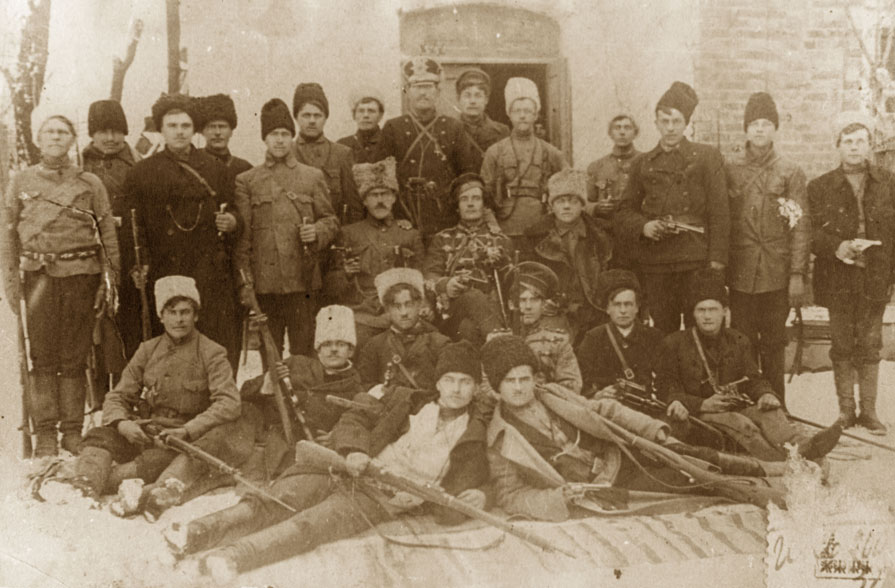
Groupe de combattants de la Makhnovchtchina.

Ils s'opposaient aux bolcheviks car ils appliquaient les réquisitions et prenaient tout le pouvoir entre leurs mains, au nom des soviets. « Le but n'est plus l'indépendance ukrainienne mais la Révolution sociale ».
Pour Makhno, aucun pouvoir ne devait dicter sa volonté aux masses. L’organisation de la vie politique devait être fondée sur l’existence d’associations librement formées, qui correspondaient « en tout à la conscience et à la volonté des travailleurs eux-mêmes ».
Le Manifeste de l'armée insurrectionnelle d’Ukraine de Nestor Makhno (batko Makhnov : signifie « le petit père Makhno » en ukrainien) donne d'emblée la principale volonté du mouvement, qui est de « s’élever contre l'oppression des ouvriers et paysans par la bourgeoisie et par la dictature bolchevique-communiste ». Mais a aussi et surtout pour but « la lutte pour la libération totale des travailleurs ukrainiens du joug de telle ou telle autre tyrannie et pour la création d'une véritable constitution socialiste au mouvement ».

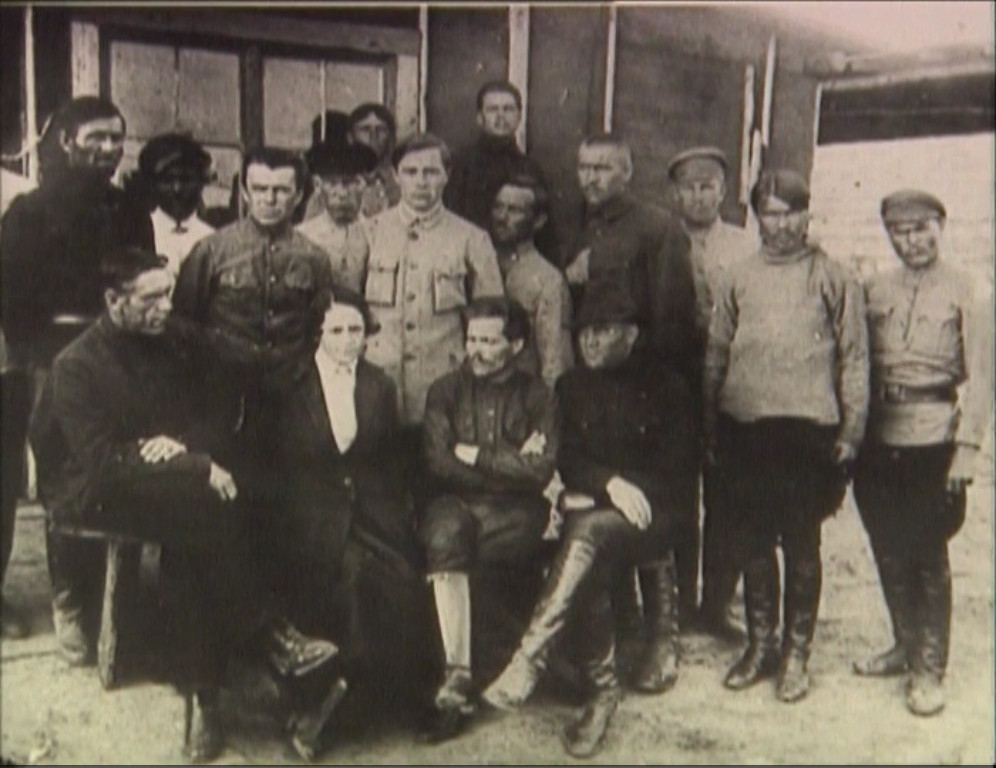
État major de l'armée révolutionnaire insurrectionnelle ukrainienne, au premier rang de gauche à droite Victor Belach (chef d'état-major), Galina Andreievna (femme de Makhno), Makhno et ses deux frères Savelli et Grigori (debout). Printemps 1919.

Le Manifeste présente ensuite le projet réel et le programme à suivre. Des grandes lignes plus concrètes et précises se dégagent : 
- rejet des groupes non travailleurs (la « bourgeoisie » qui détient les moyens de production).
- méfiance envers tous les partis, car ils veulent accéder au pouvoir et installer une autorité étatique contraire à la doctrine anarchiste.
- négation de toute dictature.
- liberté totale de la parole, de la presse et d'association.
- négation du principe d’État (qui s'accompagne d'une collectivisation de la production organisée par les travailleurs eux-mêmes et non pas par l’État comme le veulent les bolcheviques.).
- rejet d'une période transitoire (accession directe à l’indépendance de l'Ukraine).
- auto-direction par des conseils laborieux libres. Aussi la police est remplacée par des formations d’autodéfense.
- convertibilité des monnaies russes et ukrainienne.
- libre échange des produits du travail.

Le mouvement se veut radical et intransigeant avec les contre-révolutionnaires, le Manifeste annonce à ce sujet qu'il est « nécessaire […] de fusiller sur place les bandits et les contre-révolutionnaires ».
Le projet se résume en l'expression de « révolution sociale, rupture profonde et avancée vers l'évolution humaine ».

## Histoire des affrontements

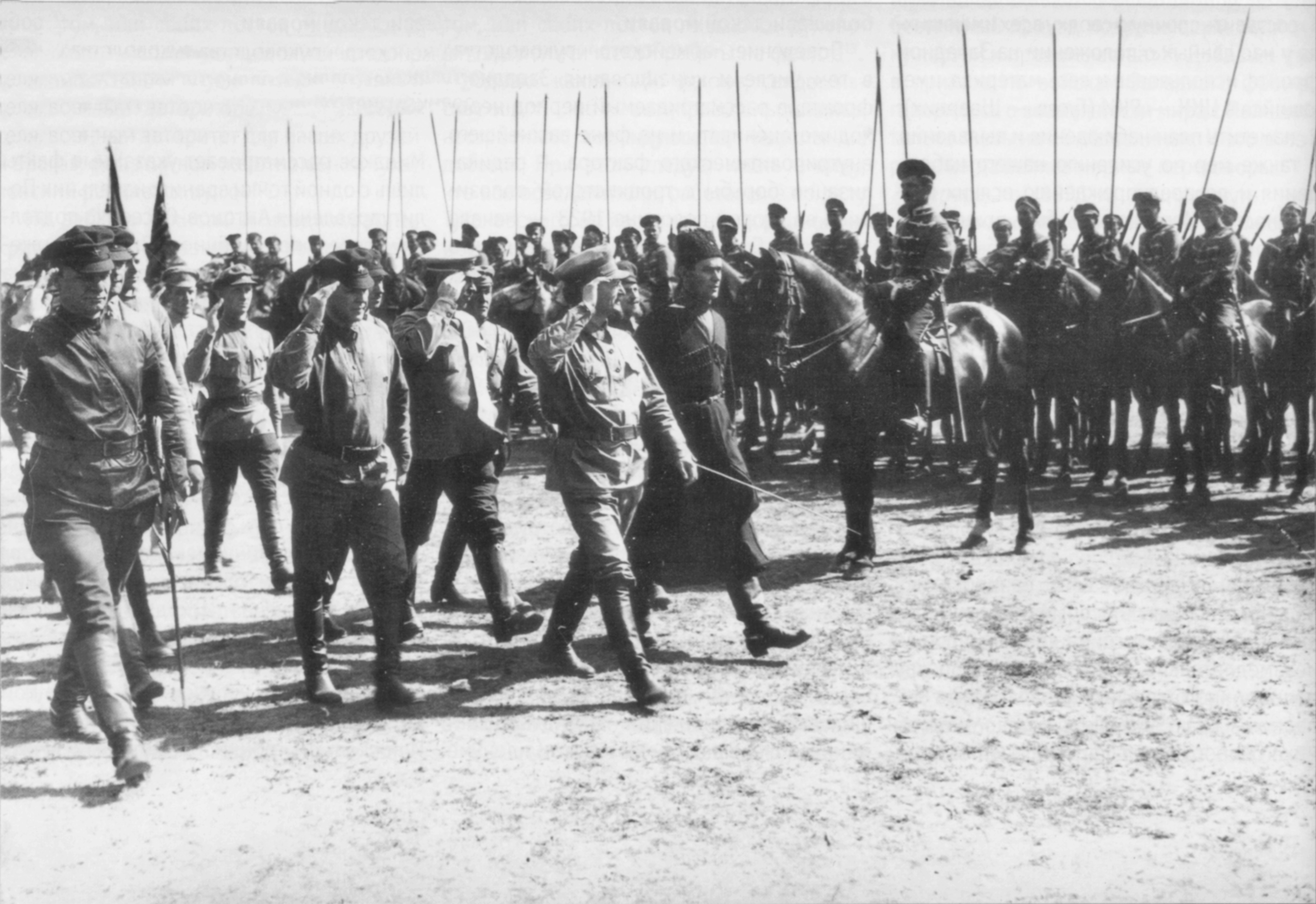
Léon Trotski à Kharkiv en 1919.

Nestor Makhno n’accepta pas de lancer son armée sous le commandement de Léon Trotski, chef de l’Armée rouge. Cependant, les deux armées se trouvèrent d’accord à deux reprises. Lorsque la gravité du péril interventionniste exigea leur action commune ce qui se produisit d’abord en mars 1919 contre Dénikine, puis au cours de l’été et de l’automne 1920 quand menacèrent les forces blanches de Wrangel que finalement Nestor Makhno aida à mettre en déroute. La Makhnovtchina intègre officiellement l’Armée rouge mais conserve son autonomie et ses spécificités : le drapeau noir et le principe d’élection de ses officiers. Mais aussitôt le danger contre-révolutionnaire conjuré, l’Armée rouge reprenait les opérations militaires contre les guérilleros de Makhno qui lui rendaient coup pour coup.
À la fin de novembre 1920, le pouvoir bolchevique n’hésita pas à organiser un guet-apens contre ceux que Léon Trotski considérait comme un mouvement formé par les riches fermiers « koulaks » cherchant à établir leur pouvoir dans la contrée.
Les officiers de l’armée makhnoviste de Crimée furent alors invités à participer à un Conseil militaire, ils y furent aussitôt arrêtés par la police politique, la Tchéka, et fusillés sans autre forme de procès ou désarmés. À la fin, mis hors de combat par les forces très supérieures en nombre et mieux équipées, Makhno dut abandonner la partie : il réussit à se réfugier en Roumanie en août 1921 et à gagner Paris où il meurt en juillet 1935.

## Réalisations du mouvement

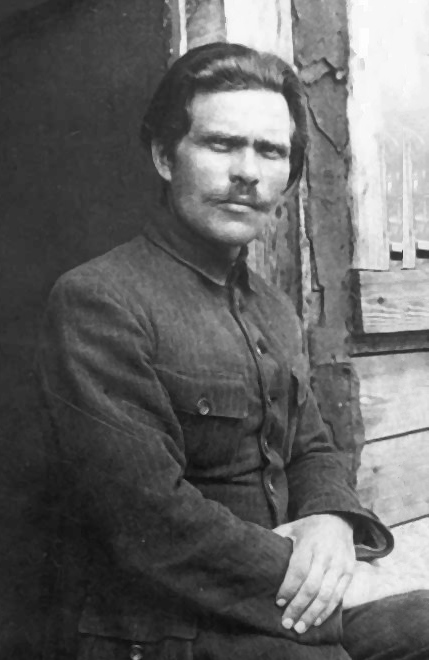
Nestor Makhno en 1921.

Dans la région de Gouliaï-Polié, des communes libres furent organisées ; elles étaient basées sur l’entraide matérielle et morale, et sur des principes « non-autoritaires » et égalitaires. Malgré une situation militaire difficile, trois congrès régionaux furent organisés du 23 janvier au 10 avril 1919. Ils avaient pour fonction de déterminer les objectifs économiques et sociaux que se fixaient les masses paysannes et de coordonner les efforts pour une réalisation rapide de ces mêmes objectifs. La Makhnovchtchina fit tout ce qui était en son pouvoir pour encourager et favoriser cette « auto-organisation ».
L'auto-organisation passait par la création de « communes du travail » ou « communes libres », formées à l’initiative des paysans pauvres eux-mêmes et leur permettait d’organiser leur vie économique sur la base communale. En ce qui concernait les organes de l’auto-direction sociale, les paysans et les ouvriers étaient partisans de l’idée des Soviets de travail libre (contrairement aux Soviets politiques des Bolcheviks et des autres socialistes, les soviets libres devaient être les organes de leur auto-gouvernement social et économique).
- Elle permettait même une liberté d’expression, de parole de presse et d’association très importante pour les socialistes-révolutionnaires et les Bolcheviks, bien que ces derniers aient déjà commencé la lutte contre les anarchistes russes[14].
- L'armée bénéficie en outre d'une très bonne réputation auprès de la population.

Les congrès de la Makhnovchtchina regroupaient à la fois des délégués, des paysans et des combattants. En effet, l’organisation civile était le prolongement d’une armée insurrectionnelle paysanne, pratiquant la tactique de la guérilla. Elle était remarquablement mobile. L'armée était organisée sur les bases, spécifiquement libertaires, du volontariat, du principe électif en vigueur pour tous les grades et de la discipline librement consentie. Ces règles étaient observées par tous.

## Causes de l'échec du mouvement
Le mouvement makhnoviste souffrit de difficultés importantes qui empêchèrent une organisation sociale réellement anarchiste des masses paysannes ukrainiennes. Celles-ci sont multiples et expliquent l'échec du mouvement :
- Tout d’abord, la liberté des paysans était garantie par une armée, qui manquait cruellement d’armes et de munitions[16]. De plus, il y a un réel désengagement des partisans qui ne sont plus que quelques milliers en 1921.
- Un autre point faible de la Makhnovchtchina fut ses relations conflictuelles avec les Bolcheviks, qui luttaient sans relâche contre l’anarchisme. Les combats incessants contre les Armées blanches et rouges ont considérablement nui à une nouvelle organisation sociale durable.
- Des accusations d'antisémitisme et de pogroms ont nui à leur image, bien que Makhno ait nié leur fondement[17] et que la plupart des historiens spécialistes des pogroms et de l'antisémitisme dans cette région aient réfuté ces accusations[18],[19],[20],[21].
- Un peuple las des guerres et de la violence aveugle, la famine, l'épidémie brisent la conscience nationale. Un réel chaos s'abat sur le pays où 3 ou 4 forces militaires d'Ukraine cohabitent dans le plus indescriptible désordre et dans la violence la plus meurtrière : celle des volontaires du général Bredov, celle des nationalistes, celle des makhnovistes et celle des verts. L'antisémitisme, qui sévit partout et auxquels tous cèdent par des pogroms, est un autre facteur de division[22].
- Aucune armée n'est réellement et durablement enracinée en Ukraine.

## Liens avec la révolte de Kronstadt
La révolte des marins de Kronstadt a été l'une des dernières manifestations à laquelle a participé le mouvement anarchiste, qui fut réprimée sur ordre de Trotski. Ces marins se sont insurgés au matin du 2 mars 1921. Ils demandaient dans un premier temps plus de pain et de combustible mais bientôt revendiquèrent une évolution politique précise, notamment démocratique, face à l’attitude arbitraire des autorités.
Les insurgés se sont rapprochés du discours anti-autoritaire qu'on retrouve dans l’anarchisme (un certain nombre d’entre eux venaient des régions d’Ukraine tenues par Makhno), critiquant ainsi la « dictature des commissaires bolcheviks ». Dans un message radio destiné « aux ouvriers du monde entier », les insurgés expliquent : « Nous sommes partisans du pouvoir des soviets, non des partis. Nous sommes pour l’élection libre de représentants des masses travailleuses ».
Nestor Makhno demande que les travailleurs commémorent toujours le jour du 7 mars dans ses écrits, car cette date correspond au soir où les bolcheviks commencèrent les opérations militaires à Kronstadt. C'est le symbole de la lutte des marins contre le bolchevisme.

## Hommages

### Makhnovchtchina, la chanson
La chanson Makhnovchtchina a été écrite en l’honneur de l'armée révolutionnaire insurrectionnelle ukrainienne par le parolier français Étienne Roda-Gil sur la musique du chant soviétique Les Partisans.
En raison des multiples variations de traductions en français, cette chanson s'écrit de trois manières différentes :
1. Makhnovchtchina[26]. Elle est présente, avec cette orthographe, sur un album live de René Binamé.
2. Makhnovschina[27]. Elle est présente, avec cette orthographe, sur l'album 71-86-21-36[28] de René Binamé (paroles modifiées) ainsi que sur l'album de 1994, Pour en finir avec le travail[29] (réédité en 2008 sous le nom Les chansons radicales de mai 68).
3. Makhnovtchina[30]. Elle figure, avec cette orthographe, sur le Split Bérurier Noir/Haine Brigade[31], sur l'album Contrechants… de ma mémoire[32] de Serge Utgé-Royo. Elle figure également sur les albums des groupes Barikad et Muckrackers et est chantée par l'espérantiste JoMo.

#### Paroles
Refrain

Makhnovchtchina, Makhnovchtchina

Tes drapeaux sont noirs dans le vent

Ils sont noirs de notre peine

Ils sont rouges de notre sang

Couplet 1

Par les monts et par les plaines

Dans la neige et dans le vent

A travers toute l'Ukraine

Se levaient nos partisans

Couplet 2

Au printemps les traités de Lénine

Ont livré l'Ukraine aux Allemands

A l'automne la Makhnovchtchina

Les avait jetés au vent

Couplet 3

L'armée blanche de Denikine

Est entrée en Ukraine en chantant

Mais bientôt la Makhnovchtchina

L'a dispersée dans le vent

Couplet 4

Makhnovchtchina, Makhnovchtchina

Armée noire de nos partisans

Qui combattait en Ukraine

Contre les rouges et les blancs

Couplet 5

Makhnovchtchina, Makhnovchtchina

Armée noire de nos partisans

Qui voulait chasser d'Ukraine

A jamais tous les tyrans

### Autres
Plusieurs chansons en langue russe font référence à Makhno ; au moins deux portent le titre de Bat'ka Makhno (Батька Махно, « Petit père Makhno »), l'une interprétée notamment par le groupe Lioubè, l'autre par le groupe Kontra (Valery Goguine).
L’armée révolutionnaire et Kronstadt sont des « lieux de mémoire » de l’anarchisme : les deux font appel à une « troisième révolution » ; la rébellion armée contre les Bolcheviks voulait de réels conseils (Soviets). L'anarchisme a créé un mythe autour du mouvement makhnoviste et de la rébellion de Kronstadt, en en faisant les expressions d'une "authentique révolution populaire libertaire" écrasée par le "totalitarisme bolchevik" même si, à l'évidence, certains événements ont été magnifiés.
Pour l'anarchiste Piotr Archinov, la Makhnovchtchina est le prototype d’un mouvement indépendant des masses paysannes.

## Citation
« La Makhnovchtchina n'est pas l'anarchisme. L'armée makhnoviste n'est pas une armée anarchiste, elle n'est pas formée par des anarchistes. L'idéal anarchiste de bonheur et d'égalité générale ne peut être atteint à travers l'effort d'une armée, quelle qu'elle soit, même si elle était formée exclusivement par des anarchistes. L'armée révolutionnaire, dans le meilleur des cas, pourrait servir à la destruction du vieux régime abhorré; pour le travail constructif, l'édification et la création, n'importe quelle armée, qui, logiquement, ne peut s'appuyer que sur la force et le commandement, serait complètement impuissante et même néfaste. Pour que la société anarchiste devienne possible, il est nécessaire que les ouvriers eux-mêmes dans les usines et les entreprises, les paysans eux-mêmes, dans leurs pays et leurs villages, se mettent à la construction de la société anti-autoritaire, n'attendant de nulle part des décrets-lois. Ni les armées anarchistes, ni les héros isolés, ni les groupes, ni la Confédération anarchiste ne créeront une vie libre pour les ouvriers et les paysans. Seuls les travailleurs eux-mêmes, par des efforts conscients, pourront construire leur bien-être, sans État ni seigneurs. »
- La Voie vers la Liberté, organe de la Makhnovchtchina